# Morarji Desai
Morarji Desai (în limba hindi मोरारजी देसाई) (n. 29 februarie 1896 – d. 10 aprilie 1995) a fost un prim ministru al Indiei în perioada 24 martie 1977 - 28 iulie 1979.